# World Masterpiece Theater
World Masterpiece Theater (世界名作劇場, Sekai Meisaku Gekijo) is een Japanse animeserie. Elke reeks is gebaseerd op een klassiek kinderboek- of verhaal. Oorspronkelijk werden deze reeksen uitgezonden van 1969 tot 1997. De animeserie werd opnieuw opgepikt in 2007.
De eerste paar anime werden geproduceerd door Mushi Production. Later namen Zuiyo Eizo en diens opvolger Nippon Animation World Masterpiece Theater over. Hayao Miyazaki en Isao Takahata werkten beiden aan verscheidene van deze anime. World Masterpiece Theater zoals gemaakt door Nippon Animation bestond gedurende 23 seizoenen: van A Dog of Flanders in 1975 tot Remi, Nobody's Girl in 1997. Nippon Animation vatte de verzameling opnieuw aan in 2007 met de uitgave van Les Misérables: Shojo Cosette, welke vanaf 7 januari 2007 werd uitgezonden op BS Fuji. Porufi no Nagai Tabi volgde het jaar daarop en werd de 25ste World Masterpiece Theater titel.
Veel van deze reeksen werden in verscheidene talen nagesynchroniseerd en uitgezonden in andere landen. Zo werden bijvoorbeeld zes reeksen vertaald naar het Engels voor de Amerikaanse markt: Fables of the Green Forest (1973), Tom Sawyer (1980), Swiss Family Robinson (1981), Little Women (1987), The Adventures of Peter Pan (1989) en The Bush Baby (1992). Andere titels zoals Princess Sarah (1985) en Remi, Nobody's Girl (1996) werden vertaald naar het Engels, maar waren bedoeld voor de Zuidoost-Aziatische en Zuid-Aziatische markt. Anime als Anne of Green Gables (1979, Miyazaki's laatste werk voor de studio) en Heidi, Girl of the Alps (1974) kenden ook veel succes in Europa.
De serie heeft verscheidene namen gekend doorheen de jaren. World Masterpiece Theater wordt het meeste gebruikt. Nippon Animation's officiële benaming luidt The Classic Family Theater Series.

## Producties

### Voor Nippon Animation - Calpis Comic Theater (1969–1974)
- Dororo and Hyakkimaru (どろろと百鬼丸, Dororo to Hyakimaru, 1969)
- Moomin (ムーミン, Mumin, 1969 - 1970)
- Andersen Stories (アンデルセン物語, Anderusen Monogatari, 1971): gebaseerd op de sprookjes van Hans Christian Andersen.
- New Moomin (新 ムーミン, Shin Mumin, 1972)
- Dieren Verhalen van het Groene Woud  (山ねずみ ロッキーチャック, Yama Nezumi Rokki Chakku, 1973): gebaseerd op de dierenverhalen van Thornton Burgess.
- Heidi (アルプスの少女ハイジ, Arupusu no Shojo Haiji, 1974): gebaseerd op Johanna Spyri's roman Heidi.

### Nippon Animation - Calpis Children's Theater (1975–1977)
- A Dog of Flanders (フランダースの犬, Furandasu no Inu, 1975): gebaseerd op de roman Een hond van Vlaanderen van Maria Louise Ramé.
- Marco, 3000 Leagues in Search for Mother (母をたずねて三千里, Haha o Tazunete Sanzen Ri, 1976):deels gebaseerd op de roman Cuore van Edmondo De Amicis.
- Rascal the Raccoon (あらいぐまラスカル, Araiguma Rasukaru, 1977): gebaseerd op Sterling North's roman Rascal.

### Calpis Family Theater (1978)
- The Story of Perrine (ペリーヌ物語, Perinu Monogatari, 1978): gebaseerd op Hector Malot's roman En famille.

### World Masterpiece Theater (1979–1985)
- Anne of Green Gables (赤毛のアン, Akage no An, 1979): gebaseerd op Anne van het Groene Huis van Lucy Maud Montgomery.
- De avonturen van Tom Sawyer (トム・ソーヤーの冒険, Tomu Soya no Boken, 1980): gebaseerd op De Lotgevallen van Tom Sawyer van Mark Twain.
- De familie Robinson (家族ロビンソン漂流記 ふしぎな島のフローネ, Kazoku Robinson Hyoryuki: Fushigi na Shima no Furone, 1981): gebaseerd op Johann David Wyss's De Zwitserse familie Robinson.
- Lucy of the Southern Rainbow (南の虹のルーシー, Minami no Niji no Rushi, 1982): gebaseerd op de roman Southern Rainbow van Phyllis Piddington.
- Story of the Alps: My Annette (わたしのアンネット, Watashi no Annetto, 1983): gebaseerd op Treasures of the Snow van Patricia St. John.
- Nathalie (牧場の少女カトリ, Makiba no Shojo Katori, 1984): gebaseerd op de roman Paimen, piika ja emäntä van Auni Nuolivaara.
- Princess Sarah (小公女セーラ, Shokojo Sēra, 1985): gebaseerd op Frances Hodgson Burnett's roman A Little Princess.

### House Foods World Masterpiece Theater (1986–1993)
- The Story of Pollyanna, Girl of Love (愛少女ポリアンナ物語, Ai Shojo Porianna Monogatari, 1986): gebaseerd op de Pollyanna boeken van Eleanor H. Porter.
- Onder Moeders Vleugels (愛の若草物語, Ai no Wakakusa Monogatari, 1987): gebaseerd op Louisa May Alcott's Little Women.
- Cedric (小公子セディ, Shokoshi Sedi, 1988): gebaseerd op Frances Hodgson Burnett's  Little Lord Fauntleroy.
- The Adventures of Peter Pan (ピーターパンの冒険, Pita Pan no Boken, 1989): gebaseerd op Peter Pan van J. M. Barrie.
- My Daddy Long Legs (私のあしながおじさん, Watashi no Ashinaga Ojisan, 1990): gebaseerd op Jean Webster’s Daddy-Long-Legs.
- Trapp Family Story (トラップ一家物語, Torappu Ikka Monogatari, 1991): gebaseerd op het boek The Story of the Trapp Family Singers van Maria von Trapp.
- The Bush Baby (大草原の小さな天使 ブッシュベイビー, Daisogen no Chiisana Tenshi Busshu Beibi, 1992): gebaseerd op William Stevenson's verhaal The Bushbabies.
- Little Women II: Jo's Boys (若草物語 ナンとジョー先生, Wakakusa Monogatari: Nan to Josensei, 1993): gebaseerd op Louisa May Alcott's Little Men.

### World Masterpiece Theater (1994–1997)
- Tico of the Seven Seas (七つの海のティコ, Nanatsu no Umi no Tiko, 1994)
- Romeo's Blue Skies (ロミオの青い空, Romio no Aoi Sora, 1995): gebaseerd op Levende bezems van Kurt Held en Lisa Tetzner).
- Famous Dog Lassie (名犬ラッシー, Meiken Rasshi, 1996): gebaseerd op het boek Lassie Come-Home van Eric Knight.
- Remi, Nobody's Girl (家なき子レミ, Ie Naki Ko Remi, 1996 - 1997): gebaseerd op Hector Malot's Alleen op de wereld.

### House Foods World Masterpiece Theater (2007–2008)
- Les Misérables: Little Girl Cosette (レ・ミゼラブル 少女コゼット, Re Mizeraburu Shojo Kozetto, 2007): gebaseerd op Victor Hugo's roman Les Misérables.
- The Long Journey of Porphy (ポルフィの長い旅, Porufi no Nagai Tabi, 2008): gebaseerd op Paul-Jacques Bonzon's Les orphelins de Simitra.

### World Masterpiece Theater (2009)
- Konnichiwa Anne: Before Green Gables (こんにちは アン, Hello Anne ~ Before Green Gables, 2009): gebaseerd op Budge Wilson's Before Green Gables.